# Edmund Pieńko
Edmund Pieńko (ur. 1 sierpnia 1933 w Przegalinach Małych, zm. 30 marca 1998) – polski ślusarz, poseł na Sejm PRL V kadencji.

## Życiorys
Uzyskał wykształcenie średnie, z zawodu ślusarz. Pracował jako brygadzista w Fabryce Maszyn Papierniczych „Fampa” w Cieplicach. W 1969 uzyskał mandat posła na Sejm PRL w okręgu Jelenia Góra z ramienia Polskiej Zjednoczonej Partii Robotniczej, zasiadał w Komisji Leśnictwa i Przemysłu Drzewnego.
Został pochowany na cmentarzu parafialnym w Jeleniej Górze.